# Monument du Lion de Judah (Calka)
Pour l’article homonyme, voir Monument du Lion de Judah.
Le monument du Lion de Judah (amharique : ሞዓ አንበሳ, Moa Anbessa) est une statue représentant le Lion de Judah située à Addis-Abeba, capitale de l'Éthiopie. La statue a été dessinée par le sculpteur français Maurice Calka sur une commande de l'empereur Haïlé Sélassié Ier, pour le 25e jubilé de son couronnement en 1955.

## Localisation
La statue est située sur l'avenue Churchill, au pied du Théâtre national éthiopien (en) qui a également été construit pour le 25e jubilé de l'empereur, par Henri Chomette.

## Description
La statue est en pierre de taille et mesure 10 mètres,,,,, à 12 mètres,,, de haut. Elle représente le lion de Juda, d'une manière stylisée et anguleuse.

## Histoire
La sculpture fait référence à un autre monument du Lion de Judah, érigé en 1930 devant l'ancienne gare ferroviaire d'Addis-Abeba.
La statue de Calka marque selon certains l'entrée de l'Afrique dans la modernité. Le fils de Calka raconte que le ministre de la Culture (en) s'est inquiété de voir son père dessiner un lion moderne, là où il attendait une esthétique plus classique, comme le lion de Bartholdi sur la place Denfert-Rochereau ; mais lorsque Calka a présenté la maquette de la statue à Haïlé Sélassié, celui-ci lui a demandé : « Est-ce que c’est moderne ? », ce à quoi Calka a répondu oui, puis l'empereur a conclu : « C'est bien, c'est ce que je veux. ».
Une plaisanterie raconte que des personnalités présentes à l'inauguration de la statue, en novembre 1955, ont fait part à l'empereur de leurs doutes quant à sa ressemblance réelle à un lion, ce à quoi l'empereur a répondu que l'argent dépensé pour la construire en fera un lion.

## Postérité
Facilement identifiable, la statue est devenue un symbole de l'afrocentrisme,. Reprise par la culture reggae, elle apparaît par exemple sur le logo du label discographique britannique Lion Inc., notamment sur les disques 45 tours Dance Hall Days d'Amharic & Eazy Wayne, Prophecy de Little Roy, Freedom Cry de Tunder ou Fountain Of Love d'Alton Ellis sortis en 1999–2000.
La statue est aussi représentée en 2012 sur un timbre postal éthiopien de 40 cents de birr dans une série sur les monuments d'Addis-Abeba, dessinée par Bogale Belachew,.
La statue a inspiré le logo de Coffee Manufactory à San Francisco.